# Le Valtin
Le Valtin é uma comuna francesa na região administrativa do Grande Leste, no departamento de Vosges. Estende-se por uma área de 19.64 km². Em 2010 a comuna tinha 75 habitantes (densidade: 3,8 hab./km²).